# 山中公
山中公（日语：／ Yamanaka Tadasu，1886年—1949年），日本香川縣人，漆器工藝家，1916年定居臺灣，奠定臺灣漆工藝產業化基礎，蓬萊漆器（蓬萊塗）創始人，並為臺灣帶來漆藝教育，培養漆工藝人才。

## 生平及貢獻
山中公為日本香川縣高松市人，舊姓甲谷，畢業於東京美術學校（今國立東京藝術大學）漆工科。1916年定居臺灣，山中公岳父山中龜治郎當時在臺中市新富町經營「富貴亭」料亭，有漆器餐具用品及紀念品需求，在旁邊設立「山中工藝品製作所」及「株式會社臺中工藝製作所」，發展了蓬萊漆器，1923年開始販售。:33蓬萊漆器推出之後深受日本觀光客喜愛，成為旅行紀念及伴手禮的最佳選擇。:581927年以「蓬萊盆」漆器入選「臺中名物懸賞募集入選」二等獎；成為臺中市最重要的土產之一:17，在1935年始政四十周年記念臺灣博覽會舉辦時，在臺灣新聞社出版的臺灣最具代表品專書中，將臺中的漆器列位美術紀鑑賞品類代表品之一。1928年「臺中市立工藝傳習所」成立，1937年擴大規模改制為「私立臺中工藝專修學校」，相關教育機構的設立與成長轉型，主事者皆為山中公。:24:32山中公亦多有參與公共事務推動工藝產業，如1924－1925年間任「臺中商交會」評議員，1927－1929年間任「臺中市新富町委員」，1941年擔任「臺中州家具裝飾商組合」代表人，並與宮城三郎、松井七郎等人發起於高雄商工獎勵館所成立的「臺灣工藝協會」:17。
臺灣知名漆工藝家陳火慶、賴高山、王清霜皆為臺中工藝專修學校的學生，從戰後至今持續致力於漆藝創作與漆商品生產，後續也引領且影響臺灣漆藝文化發展。
1946年戰後，山中公返回日本，於1949年去世，享年六十五歲。:18
多年後，山中公先生的女兒山中美子於2013「世紀蓬萊塗－臺灣百年漆藝之美」特展開幕當天，將她父親的文物正式捐出，展覽結束後交由國立臺灣工藝研究發展中心典藏。

## 作品風格

### 風格
山中公製作的漆器，多為日常生活用品，深具臺灣特色，漆器的素材多使用八仙山在地木材，圖案以描繪臺灣庶民風俗為主，素樸且多彩，如邵族的杵歌、日月潭、臺灣風物、香蕉、鳳梨等熱帶水果、蝴蝶蘭代表南國特色風情的圖案，風格自然豪放，多應用雕刻、螺鈿鑲嵌、彩繪、磨顯技法，跳脫傳統紅黑限制，與日本漆器有別，蓬萊漆器，亦稱為「蓬萊（ほうらい）塗」漆器:57。

### 作品
- 蓬萊塗硯台[8]
- 三層點心盒[8]